# 章博华
章博华（1937年—），女，中华人民共和国电子工程师，曾任上海市妇女联合会主席，中华全国妇女联合会常务委员，上海市人大常委会委员。